# Sylvilagus aquaticus
Sylvilagus aquaticus — вид ссавців родини зайцеві (Leporidae) ряду зайцеподібні (Leporiformes)

## Поширення
Sylvilagus aquaticus поширений у південно-східній частині Сполучених Штатів. Вид зустрічається у східному Техасі та Оклахомі, на південному сході Канзасу, в Арканзасі, Луїзіані, Міссісіпі, Алабамі, західній частині Флориди, західній Джорджії, західній частині Теннессі, західній частині Кентуккі, північно-західній частині Південної Кароліни, на півдні штату Іллінойс та Міссурі.

## Опис
Це найбільший представник родини зайцевих. Довжина тіла сягає до 55 см, вага — 2,6-2,7 кг. Хвіст до 7 см завдовжки. Швидко пересуватися в траві і по болотяній трясовині допомагають довгі та широкі лапи. Задні ноги у нього набагато довші за передні. Голова у кролика велика, овальна. Вуха середньої довжини. Голова і спина у нього темно-коричневі з іржаво-коричневими і чорними плямами по основного фону. Очі величезні, овальні, чорного кольору. Навколо очей кільця світло-коричневого кольору. Черево, грудка і горло — білі.
У нього розвинені слух, нюх і зір, що дозволяє з успіхом чути хижака і своєчасно від нього ховатися. Кролик дуже спритний і рухливий, прекрасно плаває і пірнає.

## Спосіб життя
Активний в сутінках і вночі, день проводить у лежанці, яку облаштовує в густій траві, порожнистих стовбурах дерев і інших укриттях. Навтьоки кидається тільки тоді, коли хижак підходить зовсім близько. Втікає зигзагоподібними стрибками, намагаючись збити переслідувача з пантелику, і при першій же можливості ховається під водою. На відміну від більшості інших заячих, водяний кролик є територіальною твариною. Самці мітять свою невелику територію (від 0,01 до 0,08 км²) за допомогою виділень залози, що розташовані на підборідді, і не потерплять присутності на ній конкурентів. До жіночих особин вони відносяться терпимо, так само як і самиці один до одного.

## Розмноження
Розмножуються водяні кролики в період з кінця лютого по серпень, хоча в Техасі процес розмноження круглорічний. Самиці для свого потомства споруджують гніздо з листя, трави і дрантя з боковим входом. Іноді для цих цілей використовуються дупла в пнях або стовбурах дерев. Нерідко самиці створюють кілька фіктивних гнізд, перш ніж побудувати справжнє.
Вагітність триває від 35 до 40 днів. У посліді буває 3 дитинчат, а за рік самиця може мати від 1 до 6 виводків. Кроленята народжуються вже покриті шерстю, але незрячими, проте вже до кінця першого тижня життя відкривають очі. Вже через 2 тижні від народження молоді починають виходити з гнізда, а ще через місяць стають самостійними.